# GNU toolchain
La cadena d'eines GNU és una àmplia col·lecció d'eines de programació produïdes pel Projecte GNU. Aquestes eines formen una cadena d'eines (un conjunt d'eines utilitzades de manera sèrie) que s'utilitzen per desenvolupar aplicacions de programari i sistemes operatius.
La cadena d'eines GNU té un paper vital en el desenvolupament de Linux, alguns sistemes BSD i programari per a sistemes encastats. Parts de la cadena d'eines GNU també s'utilitzen directament o es porten a altres plataformes com Solaris, macOS, Microsoft Windows (mitjançant Cygwin i MinGW/MSYS), Sony PlayStation Portable (utilitzat per PSP modding scene) i Sony PlayStation 3.

## Components
Els projectes inclosos a la cadena d'eines GNU són:
- GNU make: una eina d'automatització per a la compilació i compilació.
- GNU Compiler Collection (GCC): un conjunt de compiladors per a diversos llenguatges de programació.
- Biblioteca C GNU (glibc): biblioteca C bàsica que inclou capçaleres, biblioteques i carregador dinàmic.
- GNU Binutils: un conjunt d'eines que inclouen enllaçador, assemblador i altres eines.
- GNU Bison: un generador d'analitzadors, utilitzat sovint amb l'analitzador lèxic Flex.
- GNU m4: un processador de macros m4.
- GNU Debugger (GDB): una eina de depuració de codi.
- GNU Autotools (GNU Build System): Autoconf, Automake i Libtool.[4]